# Sonerila rheedii
Sonerila rheedii är en tvåhjärtbladig växtart som beskrevs av Nathaniel Wallich, Robert Wight och George Arnott Walker Arnott. Sonerila rheedii ingår i släktet Sonerila och familjen Melastomataceae. Inga underarter finns listade i Catalogue of Life.